# Катенди
Катенди (порт. Catende) — муниципалитет в Бразилии, входит в штат Пернамбуку. Составная часть мезорегиона Мата-Пернамбукана. Входит в экономико-статистический микрорегион Мата-Меридиунал-Пернамбукана. Население составляет 31 063 человека на 2006 год. Занимает площадь 208,594 км². Плотность населения — 150 чел./км².
Праздник города — 11 сентября.

## История
Город основан 11 сентября 1928 года.

## Статистика
- Валовой внутренний продукт на 2004 год составляет 84 829 реалов (данные: Бразильский институт географии и статистики).
- Валовой внутренний продукт на душу населения на 2004 год составляет 2 725 реалов (данные: Бразильский институт географии и статистики).
- Индекс развития человеческого потенциала на 2000 год составляет 0,644 (данные: Программа развития ООН).